# Louis Apol

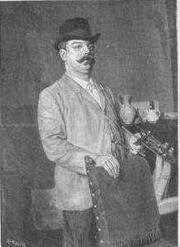
Fotografie a lui Louis Apol în jurul anului 1904

Lodewijk Frederik Hendrik (Louis) Apol (n. 6 septembrie 1850, Haga, Olanda de Sud, Țările de Jos – d. 22 noiembrie 1936, Haga, Olanda de Sud, Țările de Jos) a fost un pictor neerlandez și unul dintre cei mai proeminenți reprezentanți ai școlii de la Haga.

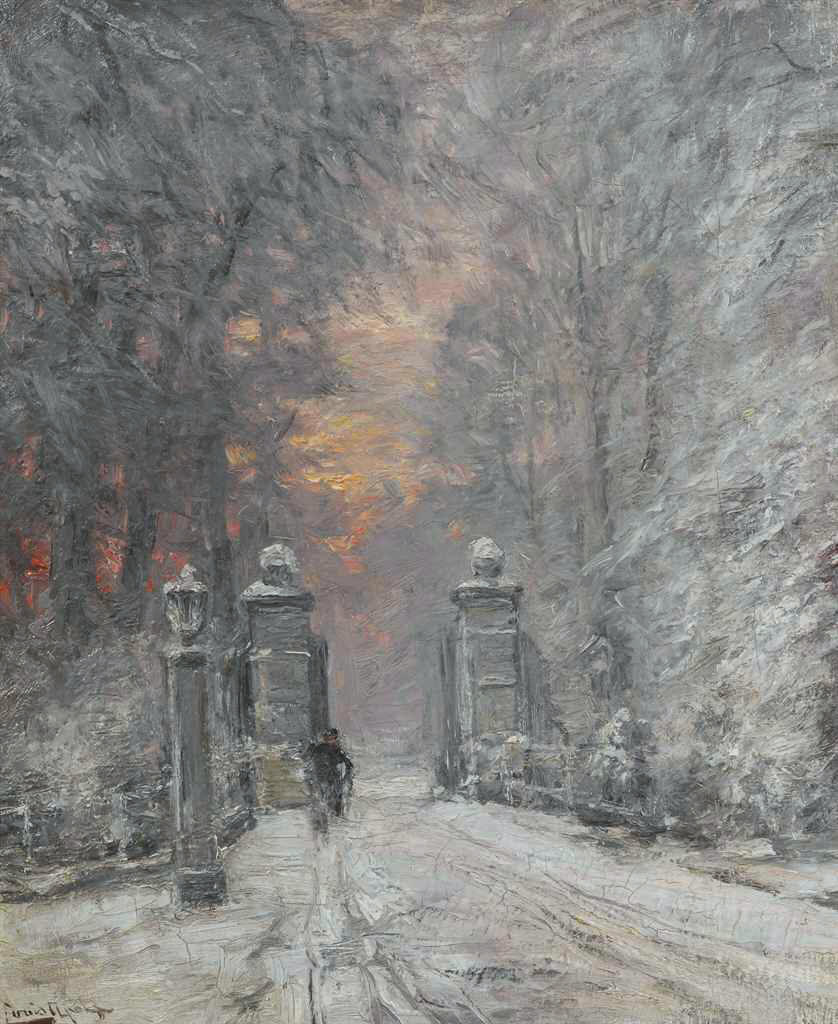
Iarna, ulei pe pânză

Talentul lui Louis Apol a fost descoperit la începutul vieții, iar tatăl său a comandat lecții private pentru el. Profesorii săi au fost J.F. Hoppenbrouwers și P.F. Stortenbeker. A primit o bursă de la regele olandez Willem III în anul 1868. Louis Apol s-a specializat în peisaje de iarnă. Oameni/figuri se regăsesc rareori în picturile sale.
În 1880 Louis Apol a participat la o expediție pe nava SS Willem Barents către Spitsbergen (Nova Zembla) în Oceanul Arctic. Impresiile acestei călătorii au fost o sursă de inspirație pe tot parcursul vieții sale.
Opera sa este larg răspândită și se regăsește în SUA, Marea Britanie și Germania. Rijksmuseum din Amsterdam și Gemeentemuseum Den Haag au o colecție de lucrări de-ale lui Louis Apol. O stradă este numită după el în vecinătatea unor străzi numite după pictori olandezi din secolele al XIX-lea și al XX-lea din Overtoomse Veld-Noord, Amsterdam.